# Srb
Srb je naselje u planinskom dijelu Hrvatske smješteno u jugoistočnom dijelu Like.

## Zemljopisni položaj
Nalazi se u dolini izvora rijeke Une na cesti koji spaja Donji Lapac i Knin, istočno od Gračaca.

## Stanovništvo
Po popisu stanovništva iz 2011. u Srbu živi 472 stanovnika.
| broj stanovnika | 861   | 1043  | 1058  | 1121  | 1240  | 1257  | 1302  | 1395  | 971   | 930   | 956   | 1156  | 1227  | 1454  | 334   | 472   | 301   |
|                 | 1857. | 1869. | 1880. | 1890. | 1900. | 1910. | 1921. | 1931. | 1948. | 1953. | 1961. | 1971. | 1981. | 1991. | 2001. | 2011. | 2021. |

## Povijest

### Od 14. do 19. st.
Srb se spominje u 14. stoljeću kao starohrvatski srednjovjekovni grad. Iz nekih isprava iz 1345. godine vidi se da je starohrvatski srednjovjekovni grad Srb pripadao Hrvatsko-Ugarskom kralju kao kraljevska utvrda-citadela, (castra nostra regalia, videlicet Tininium... castrum Szereb... castrum Unach vocata cum corum supatibus et pertinensiis). Starohrvatski grad Srb bio je sazidan na visoku brijegu iznad potoka Sredice, gdje mu se ostaci i danas vide.
Do 1528. godine stanovništvo Srba i okolice sačinjavali su isključivo Hrvati iz plemena Lapčana. "Godine 1551. general Ivan Lenković je javio kralju Ferdinandu da su Turci izveli iz unutrašnjosti Turske više tisuća Morlaka ili Vlaha i da su se naselili oko mjesta Srba i na Kosovo polje kod Knina. S tim Vlasima su vjerojatno došli i pravoslavni kaluđeri koji su osnovali pravoslavni samostan."
S vremenom se ti Vlasi pod utjecajem srpske pravoslavne Crkve tek od 1830. godine počinju izjašnjavati kao Srbi (Povijesni zapisi u arhivu Republike Hrvatske).

### Drugi svjetski rat
27. srpnja 1941. u Srbu se dogodio drugi značajniji oružani sukob protiv vlasti Nezavisne Države Hrvatske, koji je neopravdano prikazivan kao prvi takav sukob.  Jugoslavenska historiografija zaobilazila je četnički ustanak u istočnoj Hercegovini mjesec dana prije.
U SFRJ se, sve do 1991., taj dan slavio kao Dan ustanka naroda Hrvatske. Do 1991. godine, u SR Hrvatskoj taj se datum obilježavao kao Dan ustanka naroda i narodnosti SR Hrvatske, čije je obilježavanje odredio ZAVNOH na svojoj posljednjoj sjednici u kolovozu 1945. godine, a u samostalnoj Hrvatskoj, kao Dan antifašističke borbe obilježava se 22. lipnja, jer je na taj dan 1941. osnovan Prvi sisački partizanski odred.

### Balvan revolucija i Domovinski rat
Dana 25. srpnja 1990. održan je velikosrpski Sabor u Srbu na kojem je donesena secesionistička Deklaracija o suverenosti i autonomiji srpskog naroda. Neposredno poslije 17. kolovoza 1990. izbila je balvan revolucija, oružana pobuna protiv legalne hrvatske vlasti. Pobunjenici su uspostavili paradržavnu vlast i de facto bili integrirani u ustavno-pravni poredak Srbije. Višestrukim upletanjima JNA, MUP RH nije uspio vratiti Srb u ustavno-pravni poredak Hrvatske. Mjesto je ostalo pod srpskom pobunjeničkom okupacijom sve do oslobodilačke akcije Oluja. Srb je do 1995. bio u sastavu Općine Donji Lapac, a od 1995., nakon oslobođenja toga kraja Hrvatske, priključen je Općini Gračac.

## Poznate osobe
- Gustav Haueise (r. 1. svibnja 1910.), slikar, nadimkom Likan.